# آیاکا فوکوهارا
آیاکا فوکوهارا (انگلیسی: Ayaka Fukuhara; ۳۱ دسامبر ۱۹۸۹ – ) صداپیشگی در ژاپن اهل ژاپن بود. وی از سال ۲۰۱۲ میلادی تاکنون مشغول فعالیت بوده‌است.